# Messier 29
Messier 29 (NGC 6913) é um aglomerado estelar aberto localizado na constelação de Cygnus. Foi descoberto em 1764 por Charles Messier.
A sua distância não é totalmente clara, variando de 4 000 a 7 000 anos-luz. Isto é devido à grande quantidade de meio interestelar existente, o que dificulta o cálculo da distância. Sua magnitude aparente é igual a 7,1, sendo impossível observá-lo a olho nu, mesmo sob excelentes condições de visualização.

## Descoberta e visualização
O aglomerado aberto foi descoberto originalmente pelo astrônomo francês Charles Messier, que o catalogou em 29 de julho de 1764.
Pode ser visto em binóculos e é melhor visto em pequenos telescópios amadores (telescópios maiores não conseguem focar o aglomerado como um todo). Suas estrelas mais brilhantes formam um quadrilátero e outras três, mais a norte, formam um triângulo.

## Características

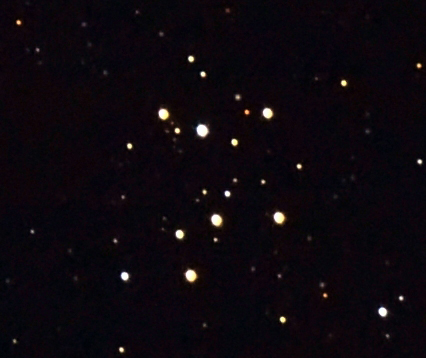
Messier 29, José Carlos Castro

É um aglomerado aberto difuso, situado em uma região da Via-Láctea lotada de estrelas, próximo a Gamma Cygni e a uma distância de 7 200 anos-luz em relação à Terra, segundo John Mallas, Evered Kreimer, Robert Burnham, Jr. e Robert Julius Trumpler, ou 4 000 anos-luz, segundo Kenneth Glyn Jones e o Sky Catalogue 2000.0. George Kepple e Glen Sannner estimam a distância em 6 000 anos-luz. Essa incerteza deve-se a falta de conhecimento sobre a natureza da absorção da luz proveniente do aglomerado.
Em 1954, William Albert Hiltner, do observatório Yerkes, percebeu a polarização da luz que provém do aglomerado, indicando que a luz havia sido polarizada pela matéria interestelar, que é cerca de 1 000 vezes mais densa do que a média em torno do aglomerado. Se o objeto estivesse livre da matéria interestelar, estima-se que o aglomerado seria 3 graus de magnitude mais brilhante. No mesmo ano, William H. Harris observou obscurações irregulares das estrelas do aglomerado, indicando a possível passagem dessas nuvens pelo aglomerado.
De acordo com o Sky Catalogue 2000.0, Messier 29 está incluído no sistema Cygnus OB1 e está se aproximando radialmente da Terra a uma velocidade de 28 km/s. Sua idade é estimada em 10 milhões de anos, analisado através da classe espectral de suas cinco estrelas mais quentes,  pertencentes à classe B0. Sua magnitude aparente é 8,59 e sua magnitude absoluta é -8,2, ou seja, 160 000 vezes a luminosidade solar. Sua extensão linear é aproximadamente 11 anos-luz.
Pertence à classe III,p,n, segundo segundo a classificação de aglomerados abertos de Robert Julius Trumpler, onde a classe I refere-se aos aglomerados mais densos e a classe IV aos menos densos; a classe 1 aos aglomerados com pouca diferença de brilho entre seus componentes e a classe 3 aos que tem grande diferença de brilho; e a classe p aos aglomerados pobres em estrelas, m para aglomerados com a quantidade de estrelas dentro da média e r para os ricos em estrelas. Contudo, pertence à classe II,3,m, de acordo com Woldemar Götz, I,2,m,n segundo Kepple e Sannner. Segundo o Sky Catalogue 2000.0, o aglomerado contém 50 estrelas, embora historiamente Antonín Bečvář tenha contado apenas 20.

## Galeria

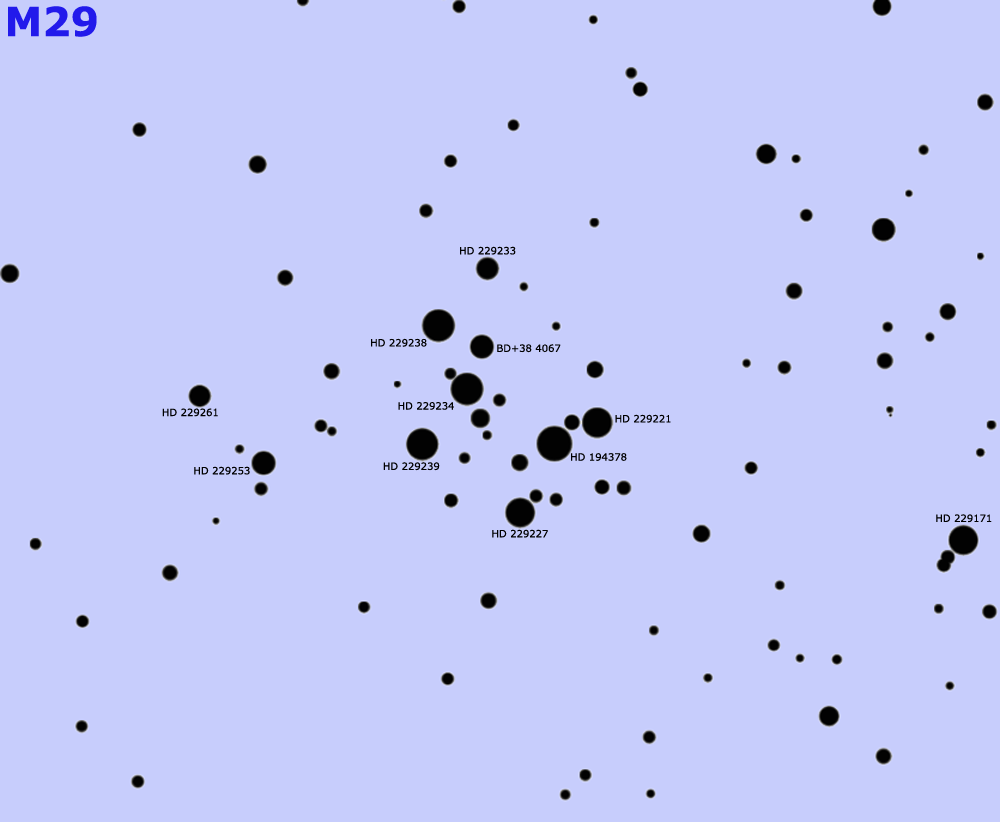
Mapa estelar de Messier 29
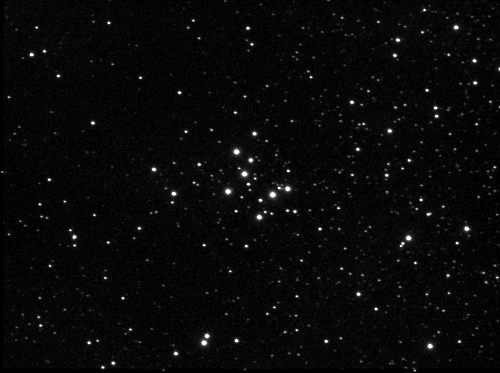
Messier 29, Ole Nielsen